# Penon (Kurtatsch)

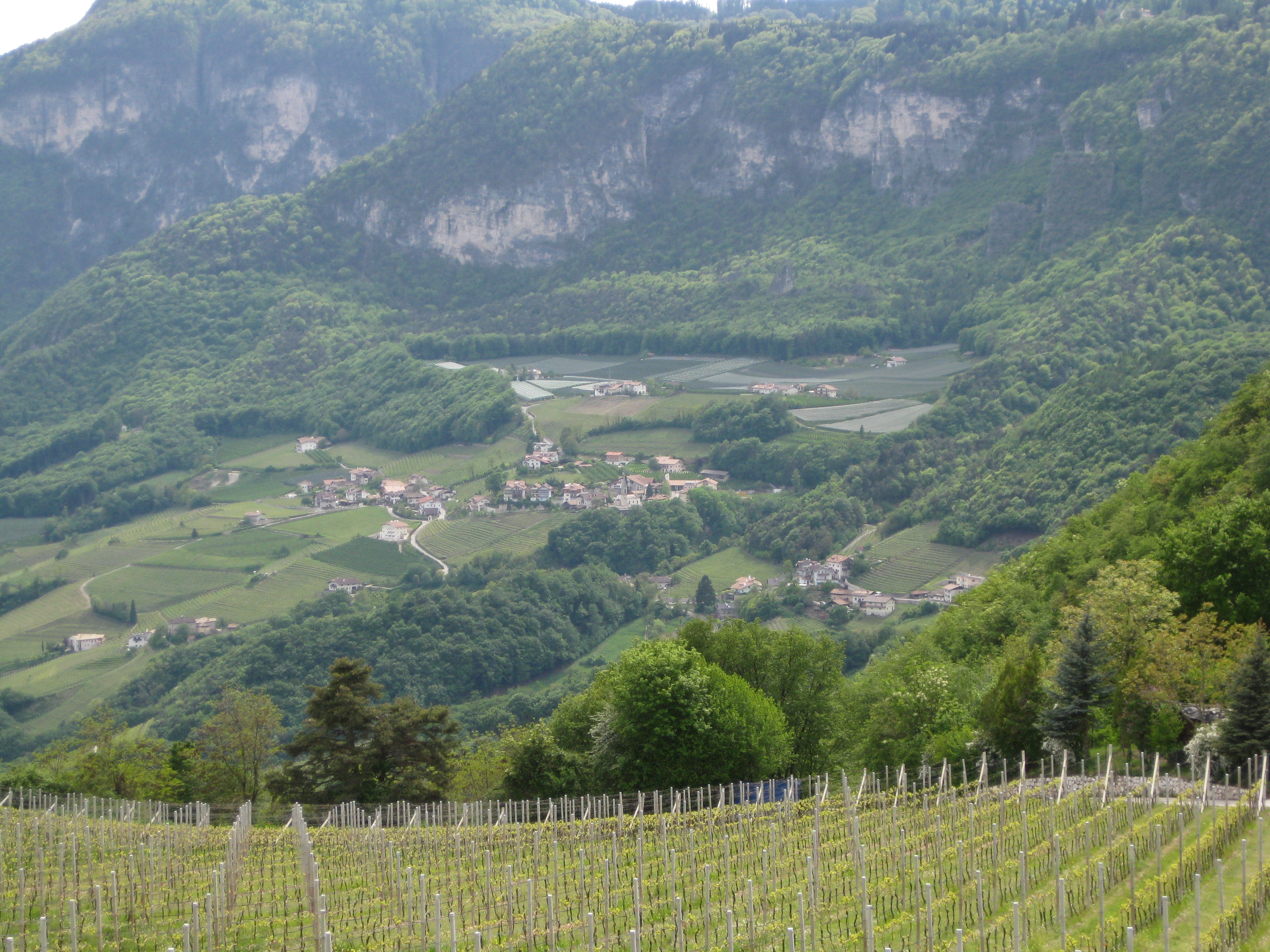
Blick auf Penon

Penon ([peˈnoˑn]; italienisch Penone) ist eine Ortschaft in Südtirol und eine Fraktion der Gemeinde Kurtatsch. Das Dorf liegt in 580–620 m Höhe auf einer Hangterrasse auf der orographisch rechten, westlichen Seite des Etschtals im Südtiroler Unterland. Hinter Penon steigt das Gelände steil zum Mendelkamm hin an, unterhalb, nahe der Talsohle, befindet sich das ebenfalls zur Gemeinde Kurtatsch zählende Entiklar. Das Dorfzentrum des Gemeindehauptorts Kurtatsch liegt rund zwei Kilometer nordöstlich.
Penon ist die größte Fraktion der Gemeinde Kurtatsch und zählt rund 370 Einwohner. Die Ortsteile von Penon teilen sich in Platz, Wies, Hinterpenon, Tal, Primbichl, Hofstatt, Kauderle und Kofl ein.
Die Ersterwähnung Penons findet sich im mittelalterlichen Vigiliusbrief aus dem 11. Jahrhundert in der Form Bugnana. Es könnte *Bonianum (‚Landgut der Bonus-Familie‘) zugrunde liegen. 1328 ist die Namensform Penan urkundlich bezeugt.
Administrativ gehörte Penon während Mittelalter und Früher Neuzeit zum Landgericht Tramin-Kurtatsch. Zahlreiche Hofnamen Penons sind bereits im 13. Jahrhundert bezeugt (Preiteben, Pranteben, Hirschbett, Lauer, Rauenbichl), so dass von einer frühen landwirtschaftlichen Nutzung des Gebiets ausgegangen werden kann.
Die kleine St.-Nikolaus-Kirche im Ortszentrum im spätromanisch-frühgotischen Mischstil mit Rundapsis und gemauertem Turmhelm stammt aus dem 14. Jahrhundert (Erstnennung 1327).
In Penon ist eine Grundschule für die deutsche Sprachgruppe angesiedelt.